# Папановка
Папа́новка (рос. Папановка, башк. Папановка) — присілок у складі Шаранського району Башкортостану, Росія. Входить до складу Мічурінської сільської ради.
Населення — 90 осіб (2010; 73 у 2002).
Національний склад:
- марійці — 49 %
- росіяни — 36 %